# L'Œil du typhon
Pour plus de détails, voir Fiche technique et Distribution.
L'Œil du typhon (El ojo del huracán) est un giallo italo-espagnol réalisé par José María Forqué et sorti en 1971.

## Synopsis
Ruth est une riche héritière espagnole, mariée à Michel depuis un certain temps. Elle supporte mal la monotonie du quotidien et souhaite divorcer, notamment parce qu'elle a rencontré Paul, dont elle est tombée follement amoureuse. Michel, toujours épris de sa femme, semble d'abord d'accord avec cette relation adultérine. Ruth invite son nouveau fiancé dans sa villa sur la Côte d'Azur. Mais à partir de ce moment, elle commence à se sentir menacée : d'abord, elle perd le contrôle de sa voiture, au péril de sa vie, puis elle risque la mort en faisant de la plongée sous-marine. Dans ce dernier cas, la jauge de pression des réservoirs avait été trafiquée.
Il s'avère finalement que Michel complote contre sa femme en accord avec Paul et Danielle, sa maîtresse. Se voyant perdue dans une spirale criminelle dont il semble difficile de sortir, Ruth réussit à se débarrasser des trois : elle élimine d'abord son mari en l'empoisonnant, puis, à la suite d'une habile ruse, elle rend Danielle et Paul responsables du meurtre. Ayant résolu ses problèmes, Ruth peut refaire sa vie.

## Fiche technique
- Titre français : L'Œil du typhon ou Suspicion[1]
- Titre original espagnol : El ojo del huracán[2]
- Titre italien : La volpe dalla coda di velluto[3]
- Réalisateur : José María Forqué
- Scénario : Rafael Azcona, José María Forqué, Mario Di Nardo
- Photographie : Alejandro Ulloa
- Montage : Mercedes Alonso
- Musique : Piero Piccioni
- Décors : Giorgio Marzelli
- Costumes : Ana María Albertelli
- Maquillage : Manuel Martín
- Production : José Manuel M. Herrero, Francesco Capitelli
- Sociétés de production : Orfeo Producciones Cinematográficas, Arvo Film
- Pays de production :  Espagne •  Italie
- Langue originale : espagnol
- Format : Couleur par Eastmancolor - 1,85:1 - Son mono - 35 mm
- Durée : 96 minutes
- Genre : Giallo
- Dates de sortie :
  - Italie : 23 avril 1971
  - Espagne : 13 mai 1971 (Madrid) ; 2 avril 1972 (Barcelone)
  - France : 4 janvier 1973

## Distribution
- Analía Gadé : Ruth
- Jean Sorel : Paul
- Rosanna Yanni : Danielle
- Tony Kendall : Michel
- Maurizio Bonuglia : Roland
- Julio Peña : le commissaire de police
- Mario Morales : le commerçant
- Felix Josè Montoya : William, le majordome
- Pilar Gómez Ferrer : la cuisinière